# 안성 청원사 건칠아미타여래불좌상 복장전적
안성 청원사 건칠아미타여래불좌상 복장전적(安城 淸源寺 乾漆阿彌陀如來佛坐像 腹藏典籍)은 경기도 안성시 청원사에 있는 건칠 아매타여래불 좌상 안에 넣어 두었던, 고려시대의 《화엄경》 네 권이다. 2012년 12월 27일 대한민국의 보물 제1795호로 지정되었으며, 서울특별시 동국대학교박물관에 소장되어 있다. 

## 개요
《감지은니대방광불화엄경 주본 권 12, 40, 41》(紺紙銀泥大方廣佛華嚴經 周本 卷12, 40, 41), 사경 (寫經 3 권은 실차난타가 번역한 80권본인 《대방광불화엄경》 주본 중에서 세 권에 해당된다. 개인 발원경으로는 특이하게 권 41에 신장상이 권수화로 새겨져 있고, 권 40의 권미(卷尾)에 “시태정원년(1324)갑자팔월 일우금생 근지(時泰定元秊(1324)甲子八月 日寓金生 謹誌)”라는 사성기가 있어 사경의 조성 경위를 알 수 있다. 고려시대의 사경을 연구하는 데 중요한 자료가 된다.
《감지은니대방광불화엄경 정원본 권 16》(紺紙銀泥大方廣佛華嚴經 貞元本 卷16)은 반야가 번역한 《대방광불화엄경》 정원본 40 권본 중의 권16이다. 권의 끝에는 사성기가 있는데, 함께 발견된 《대방광불화엄경》 주본 권40의 끝에 있는 사성기와 내용이 유사하다. 《감지은니대방광불화엄경》 주본 권40을 완성한 지 4개월 뒤인 고려 충숙왕 11년(1324년 12월)에 완성한 사경이다. 이 사경은 정원본 40권 중의 한 권이지만 유려한 서체의 고려 사경으로 사성한 연유를 알 수 있다는 점에서 국가문화재로 지정할 만하다.

## 같이 보기
- 대방광불화엄경

## 참고 자료
- 안성 청원사 건칠아미타여래불좌상 복장전적 - 국가유산청 국가유산포털